# 1558

## أحداث
- تأسيس مدينة ماردة وتقع حاليا في فنزويلا.
- تأسيس مدينة بوري وتقع حاليا في فنلندا.
- 24 أبريل - ماري ستيوارت تتزوج من فرانسيس ولي عهد فرنسا في كنيسة نوتردام

## مواليد
- توماس كيد

## وفيات
- ريجينالد بول
- شارل الخامس
- ماركوس دي نيزا
- السلطانة هرم